# Hypericum oxyphyllum
Hypericum oxyphyllum är en johannesörtsväxtart som beskrevs av N.Robson. Hypericum oxyphyllum ingår i släktet johannesörter, och familjen johannesörtsväxter. Inga underarter finns listade i Catalogue of Life.